# Leif Hård
Leif Arne Hård, född 20 september 1944 i Långsele församling i Västernorrlands län, är en svensk politiker (socialdemokrat), som var ordinarie riksdagsledamot 18 maj – 24 september 2018 för Södermanlands läns valkrets.
Hård utsågs till ordinarie riksdagsledamot från och med 18 maj 2018 sedan Jacob Sandgren avsagt sig uppdraget som riksdagsledamot. I riksdagen var han suppleant i miljö- och jordbruksutskottet.